# SC-02G
ドコモ スマートフォン GALAXY S5 Active SC-02G（ドコモ スマートフォン ギャラクシー エスファイブ アクティブ エスシーゼロニジー）は、韓国のサムスン電子によって開発された、NTTドコモの第3.9世代移動通信システム（Xi）と第3世代移動通信システム（FOMA）のデュアルモード端末である。ドコモ スマートフォン（第2期）のひとつ。

## 概要
SC-04Fの派生機種で、SC-04Fとほぼ同等のスペックにMIL-STD-810G規格の耐久性能（防水・防塵・耐衝撃・耐振動・防湿・耐日射・塩水耐久・低圧対応・温度耐久・耐氷結）を搭載している。ただし、指紋センサーは搭載していない。
SC-04Fと異なりホームキー以外も物理キーを採用しており、手袋を装着した状態でも操作がしやすいようになっている。
側面には、電源キーや音量キーの他、ワンプッシュでアプリを起動可能な青い「アクティブキー」を配置している。デフォルトは「Activity Zone」と呼ばれる気圧計やコンパスによる環境測定アプリが起動するが、割り当てるアプリは自由にカスタマイズが可能。
なお、モバキャス・フルセグ・赤外線通信には対応していない。
キャッチコピーは「最高の耐久性能に、ハイスペックと薄さを実現。超頑丈GALAXY。」。

## 搭載アプリ
PC連携アプリ
- Samsung Kies 3

Google標準アプリ
- Chrome
- Gmail
- Google
- Google+
- Google設定
- Playゲーム
- Playストア
- Playブックス
- Playムービー&TV
- YouTube
- ハングアウト
- 写真
- マップ
- 音声検索

メーカー提供アプリ
- Activity Zone
- Dropbox
- Eメール
- Flipboard
- POLARIS Office Viewer
- S Health
- Samsung Apps
- Smart Remote
- SMS
- Sプランナー
- Sボイス
- おサイフケータイ
- カメラ
- ギャラリー
- ダイヤル
- ビデオ
- ブラウザ
- ボイスレコーダー
- マイファイル
- メモ
- ワンセグ
- 音楽
- 辞書
- 使用状況
- 設定
- 電卓
- 時計
- 取扱説明書
- 防災生活インフォ
- 連絡先

## 主な機能
| 主な対応サービス                                | 主な対応サービス                                      | 主な対応サービス                     | 主な対応サービス                                                  |
| ----------------------------------------------- | ----------------------------------------------------- | ------------------------------------ | ----------------------------------------------------------------- |
| タッチパネル/加速度センサー                     | Xi/FOMAハイスピード/VoLTE                             | Bluetooth                            | DCMX/おサイフケータイ/NFC/かざしてリンク/赤外線/トルカ            |
| ワンセグ/フルセグ/モバキャス                    | メロディコール                                        | テザリング                           | WiFi IEEE802.11a/b/g/n/ac                                         |
| GPS                                             | ドコモメール/電話帳バックアップ                       | デコメール/デコメ絵文字/デコメアニメ | iチャネル                                                         |
| エリアメール/ソフトウェアーアップデート自動更新 | デジタルオーディオプレーヤー(WMA・MP3他)/ハイレゾ音源 | GSM/3Gローミング(WORLD WING)         | フルブラウザ/Flash Player                                         |
| Google Play/dメニュー/dマーケット               | Gmail/Google Talk/YouTube/Picasa                      | バーコードリーダ/名刺リーダ          | ドコモ地図ナビ/ドコモ ドライブネット/Google Maps/ストリートビュー |

## 歴史
- 2014年9月30日 - NTTドコモより公式発表、事前予約開始。
- 2014年10月4日 - 発売開始予定。

## 不具合・アップデートなど
2014年12月18日のアップデート
- 通話中、相手の声に雑音が混入する場合がある不具合を修正する。
- ビルド番号がKOT49H.SC02GOMU1ANICからKOT49H.SC02GOMU1ANL1になる。